# Protodrilus purpureus
Protodrilus purpureus är en ringmaskart som först beskrevs av Schneider 1868.  Protodrilus purpureus ingår i släktet Protodrilus och familjen Protodrilidae. Arten är reproducerande i Sverige. Inga underarter finns listade i Catalogue of Life.